# St. Martin (Pietling)

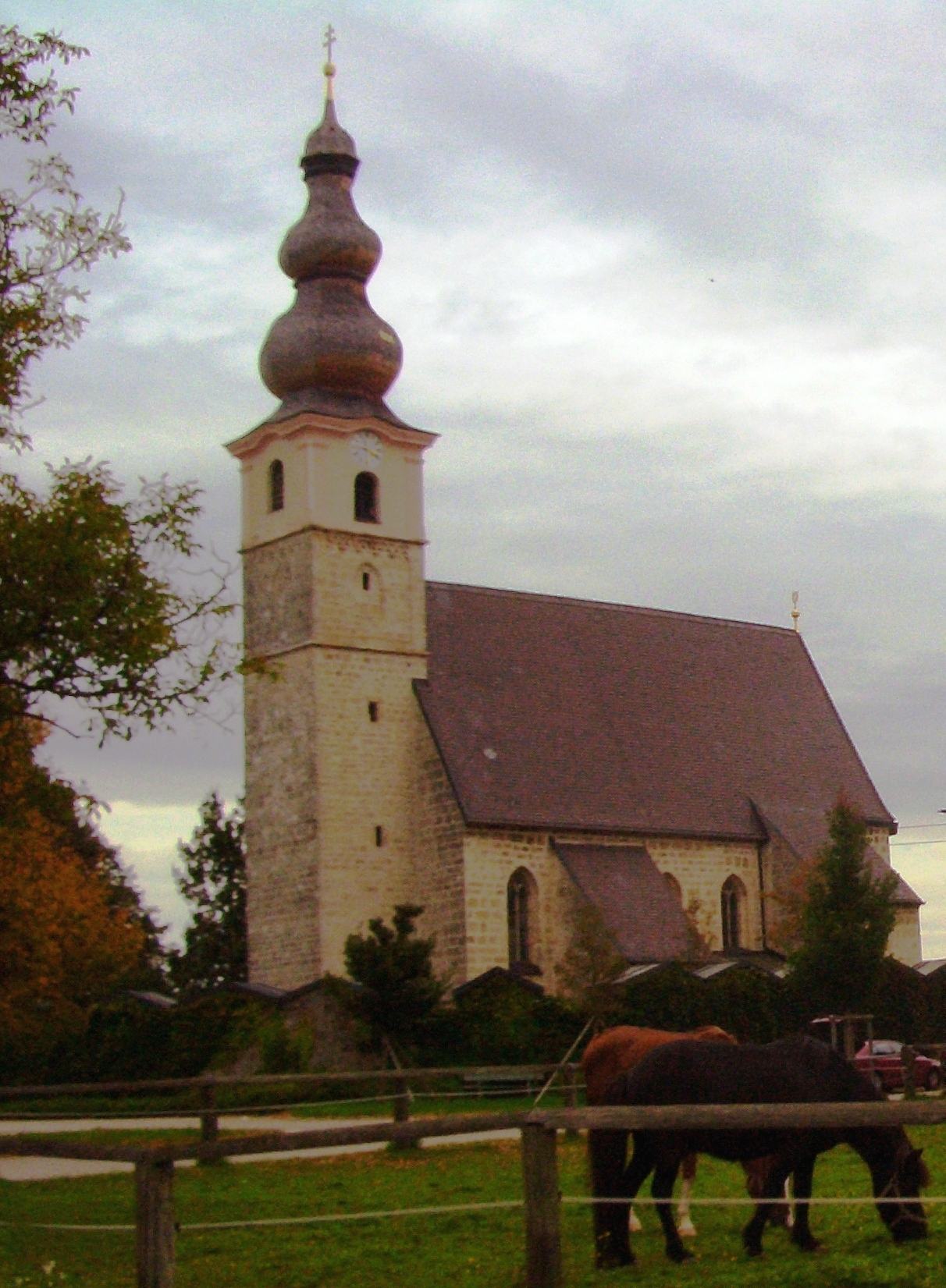
Filialkirche St. Martin in Pietling

St. Martin im Fridolfinger Ortsteil Pietling ist eine Filialkirche der römisch-katholischen Fridolfinger Pfarrkirche Mariä Himmelfahrt.

## Geschichte
Ende des 8. Jahrhunderts, 792 oder 793, ist Pietling in einer Liste von Schenkungen an die Kirche in Salzburg – den Breves Notitiae – erstmals urkundlich belegt. Das St. Martins-Patrozinium der Kirche deutet auf eine Gründung im 8. Jahrhundert hin. Reste einer romanischen Vorgängerin der Pietlinger Kirche konnten unter dem Boden des heutigen Baus gefunden werden; in einem Ablassbrief vom 13. Juni 1422 ist sie erwähnt.
Die Fertigstellung des heutigen, spätgotischen Pietlinger Baus fällt in das Jahr 1497, als Johannes Veichtner dreizehn Jahre Pfarrer in Fridolfing war; darüber gibt eine Inschrift auf der Innenseite des Chorbogens Auskunft. Es war dies eine bis in das erste Viertel des 16. Jahrhunderts andauernde Zeit verstärkten Kirchenbaus, der sich auch im Erzstift Salzburg unter Erzbischof Leonhard von Keutschach – hierher gehörte die Pfarrei Fridolfing – in zahlreichen Neubauten niederschlug. Finanzielle Grundlage waren zumeist private Stiftungen, aber auch eine Verschuldung der Gemeinden. Wie damals in anderen Orten auch, entstand in Pietling ein für die Größe des Ortes sehr großzügiger Bau.
Renovierungen der Kirche wurden in den Jahren 1619, 1878, 1922 und 1992 beendet, wovon Inschriften am Chorbogen zeugen. Nach Errichtung des obersten Turmgeschosses wurde die barocke Zwiebelhaube 1738 aufgesetzt, dabei einige Fenster im Turm zugemauert und neue herausgebrochen.
Bei den Umbauten im Jahr 1878 wurde die Kirche wieder in einen Zustand versetzt, der sich an die Entstehungszeit anlehnt. An die Stelle von auf die Barockzeit zurückgehenden rechteckigen Fenstern traten wieder Spitzbogenfenster mit Maßwerk; die Fenster an der Nordseite wurden damals erstmals herausgebrochen.

## Lage, Gebäude und Kircheninneres
Die Kirche St. Martin liegt am westlichen Ende von Pietling auf einer Anhöhe.
Der spätgotische Bau ist aus Tuffsteinquadern errichtet und außen unverputzt. An der Westseite steht der fünfgeschossige Turm auf quadratischem Grundriss; bekrönt ist er von einer dreifachen, schindelgedeckten Zwiebelhaube. Unterhalb des obersten – barocken – Turmgeschosses zeigt ein spätgotischer Fries die ursprüngliche gemauerte Turmhöhe an.
An der südlichen Kirchenwand stehen drei Vorbauten mit Pultdach: Zwischen der Portalvorhalle mit dem Nagelfluhportal in Eselsrückenform und der zweistöckigen Sakristei steht der flache Bau der ehemaligen Arme-Seelen-Kapelle.
Das Langhaus der Kirche ist einschiffig, das Gewölbe vierjochig mit Netzrippen in ungewöhnlicher Form – ähnlich wie in Mariä Himmelfahrt in Asten. Im Osten schließt sich der nur wenig eingezogene Chor an, zweijochig überwölbt. Im Westen ruht eine Empore auf zwei Rundsäulen und Dreiviertelsäulen an den Wänden, die zwei Gewölbejoche tragen. Ein zweites Emporengeschoss wurde später hinzugefügt.
Die wiederhergestellte und nachempfundene spätgotische Bemalung im Kircheninneren akzentuiert die Architekturelemente und gibt dem Kircheninneren ein sehr farbiges Gepräge: Die Wandpfeiler sind rötlich marmoriert, die Netzrippen gelblich, ihre Kreuzungsstellen mit rötlichen Manschetten abgesetzt, im Chor zusätzlich mit gelben und grünen Rosetten betont. Rötlich sind auch die Kapitelle, blau abgeschlossen. Die Stichkappen über den Fenstern sind mit grünen Ranken geschmückt.

## Ausstattung
Von der ursprünglichen, spätgotischen, Ausstattung ist nichts erhalten oder überliefert. Die jetzige Einrichtung der Kirche stammt im Wesentlichen aus dem letzten Viertel des 19. Jahrhunderts und ist im neugotischen Stil gehalten. Sie ist die letzte in einer Reihe aufeinander folgenden Ausstattungen. Aus der Barockzeit ist das Blatt des früheren Hochaltars erhalten, es zeigt den heiligen Martin zu Pferde.

### Hochaltar
Der Hochaltar wurde in den Jahren 1883 bis 1885 angefertigt; die zentrale Skulptur des Altars zeigt den heiligen Martin im Bischofsornat flankiert von einer Darstellungen des heiligen Sebastian und der heiligen Barbara. Darüber sind der heilige Aloysius, Johannes der Täufer sowie Katharina und St. Apollonia zu sehen. Im Altarauszug ist  Jesus Christus als Weltenrichter dargestellt, daneben St. Georg und der Erzengel Michael.

### Linker Seitenaltar
Der linke Seitenaltar aus dem Jahr 1881 zeigt in der Mitte St. Erasmus, daneben St. Leonhard und St. Wendelin, im Altarauszug Maria Immaculata.

### Rechter Seitenaltar
Der Altar wurde 1882 gefertigt. In der Mitte steht Maria mit dem Kind, daneben ihre Eltern Joachim und Anna, im Auszug der heilige Joseph.

### Weitere Ausstattung
Bemerkenswertes Ausstattungsstück ist außerdem ein kleiner Altar aus dem 18. Jahrhundert, gebaut als eine Art Kulissenarchitektur. Dieser Altar stand in der Arme-Seelen-Kapelle und diente früher als Rahmen zur Ausstellung des Heiligen Grabes und der Weihnachtskrippe. Die wertvolle barocke Krippe ist jedes Jahr zwischen Heiligabend und Mariae Lichtmess zu besichtigen.